# Prodeinodon
Prodeinodon („před rodem Deinodon“) je pochybný rod dravého dinosaura (teropoda), jehož fosilie byly objeveny ve východní Asii. Typový druh P. mongoliensis byl formálně popsán americkým paleontologem Henrym F. Osbornem v roce 1924 na základě fosilních nálezů z mongolské Gobi.

## Historie a popis
V roce 1975 byl z Číny na základě jediného zubu formálně popsán další druh tohoto rodu, P. kwangshiensis. Třetí druh, "P. tibetensis", nebyl formálně popsán a jedná se tedy o nomen nudum. Fosilie popsané pod těmito názvy patří neznámému a blíže neurčenému druhu (resp. druhům) teropodů, obývajících území současné Číny a Mongolska v období spodní křídy (geologické stupně barrem až apt, asi před 130 až 112 miliony let). Nejisté objevy, připisované tomuto rodu, byly hlášeny i z jiných míst světa, například ze Španělska.